# Ruggiero Torelli
Ruggiero Torelli (Napoli, 7 giugno 1884 – Monfalcone, 9 settembre 1915) è stato un matematico italiano.

## Biografia
Figlio di Gabriele, anch'egli illustre matematico, e di Amalia Fergola, si laureò alla Scuola Normale Superiore di Pisa nel 1904. Fu assistente di Francesco Severi in geometria proiettiva all'Università di Parma (per un anno) e all'Università di Padova. In seguito insegnò la stessa materia alla Normale di Pisa come assistente di Eugenio Bertini e poi come professore incaricato. Studiò in particolare la geometria algebrica e le funzioni non razionali dei punti di una superficie di Riemann.
Dopo l'entrata in guerra dell'Italia nel primo conflitto mondiale, fu chiamato alle armi e inviato al fronte con il grado di Sergente. Morì nelle retrovie per un attacco cardiaco, durante i preparativi della battaglia dell'Isonzo. La causa fu forse dovuta al fatto che, nonostante indisposto, volle comunque partecipare alle esercitazioni.
L'anno successivo il padre Gabriele prese accordi con la Scuola Normale di Pisa per istituire in sua memoria il "Premio Torelli" per un neolaureato di tale ateneo. Il premio fu assegnato per la prima volta nel 1920 a Giacomo Albanese.
È noto principalmente per aver formulato e dimostrato il cosiddetto teorema di Torelli sulle curve lisce e proiettive, a cui è collegata la mappa di Torelli.